# Ultimo Road Railway Underbridge
Ultimo Road Railway Underbridge är en nitad plåtbalkbro som bär järnvägsbanan Darling Harbour Goods Line över vägen Ultimo Road i Ultimo i New South Wales i Australien. Den första bron på platsen, en enkelspårig träbalkbro, invigdes 1855. Till följd av att banan byggdes ut till dubbelspår på 1870-talet uppfördes den nuvarande bron, en 21,64 meter lång nitad plåtbalkbro i järnplåt. Till skillnad från vanliga dubbelspåriga balkbroar i New South Wales hade bron tre längsgående huvudbalkar. Som järnvägsfordon blev tyngre visade sig bron att vara för svag, och sex järnpelare uppfördes för att minska huvudspannets längd till drygt 13,71 meter. Bron har använts sällan efter banan stängdes för vanlig tågtrafik 1996, och stängdes helt cirka 2005. Bron antogs till delstatens kulturskyddsregister State Heritage Register den 2 april 1999, och har föreslagits att ingå i en sträcka av järnvägen som skulle göras om till allmän park. Bron är den äldsta av sin sort i Australien.

## Historia och bakgrund
Bygget av Sydneys första järnväg, mellan Sydney och Parramatta inleddes 1850 av Sydney Railway Company. För att sköta godstrafiken anlades även en bana mot hamnen Darling Harbour. Som bygget pågick blev företaget beroende på bidrag från kolonin och i december 1854 godkändes ett lagförslag som lät New South Wales köpa företaget och därmed skapa en järnvägsmyndighet. För att bära banan mot Darling Harbour över vägen Ultimo Road byggdes en enkelspårig balkbro i trä. Järnvägen invigdes den 26 september 1855.
För att klara av den växande trafiken på banan beslutades det att bygga ut den till dubbelspår, och med undantag av bron över Ultimo Road var arbetet färdigt 1874. Under ledning av George Cowdery ritade staben i Existing Lines branch (en avdelning inom Public Works Department) en dubbelspårig plåtbalkbro som uppfördes 1879. Cowderys bro utgjordes av tre längsgående huvudbalkar, med en balk på var sin långsida av bron och ytterligare balk spåren emellan med tvärbalkar mellan huvudbalkarna. Detta till skillnad från vanliga dubbelspåriga balkbroar, som består av två längsgående huvudbalkar och tvärbalkar.
Den nya bron med sitt spann på 71 fot (drygt 21,64 meter) klarade inte av tyngre järnvägsfordon, och cirka 1900 förkortades spannet genom installationen av gjutjärnspelare längs vägkanten. Bron förvandlades till en med tre spann, två på 13 fot (drygt 3,96 meter) och ett centralspann på 45 fot (13,716 meter). Trafiken över bron minskade avsevärt 1922 då en ny bana invigdes till Darling Harbour, och bangården där stängdes 1982. Efter detta var banan upplåten för trafik fram till 1996, och efter detta datum kom en del av banan att användas av Sydneys spårväg. Sträckan från Sydney Yard över bron och vidare till Powerhouse Museum kunde trafikeras av tåg till museet fram till cirka 2005 då även denna sträcka lades ned.
Bron finns sedan den 2 april 1999 upptagen på delstatens kulturskyddsregister State Heritage Register. Det har föreslagits att använda bron som en del av Ultimo Pedestrian Network, ett projekt att göra en del av järnvägen till en allmän park i samma mån som High Line i New York. En undersökning utförd 2010 konstaterade att det är möjligt att använda brons östra hälft som cykelväg så länge som däcken förnyades och allmänheten spärrades från bron om järnvägsfordon skulle använda den.